# Mario Moya Palencia
Mario Moya Palencia (* 14. Juni 1933 in Mexiko-Stadt; † 9. Oktober 2006) war ein mexikanischer Diplomat und Politiker der Partido Revolucionario Institucional (PRI), Diplomat.

## Biografie
Moya Palencia absolvierte nach dem Schulbesuch ein Studium der Rechtswissenschaften an der Universidad Nacional Autónoma de México, das er 1959 mit einem Bachelor sowie der Zulassung als Rechtsanwalt abschloss. Darüber hinaus absolvierte er ein Postgraduiertenstudium in mexikanischer Geschichte. Nach einer Tätigkeit als Rechtsanwalt in Mexiko-Stadt wurde er Mitglied der PRI und begann im Anschluss eine Beamtenlaufbahn in der Regierungsverwaltung sowie im Innenministerium (Secretaría de Gobernación), in dem er rasch Karriere machte. Nach einer Tätigkeit als Departementschef war er Vizedirektor für Immobilien in der Nationalen Nachlassverwaltung (Patrimonio Nacional). Im Anschluss war er von 1964 bis 1968 Generaldirektor für Radio, Fernsehen und Kino, ehe er ein Jahr Unterstaatssekretär im Innenministerium war. Zuvor war er für kurze Zeit Generaldirektor der Papierproduktions und -import Aktiengesellschaft (PIPSA).
1969 wurde er von Präsident Gustavo Díaz Ordaz als Nachfolger von Luis Echeverría Álvarez zum Innenminister ernannt. Dieses Amt, das zweithöchste Amt nach dem des Präsidenten, bekleidete er bis 1976 auch in der nachfolgenden Regierung des jetzigen Präsidenten Echeverría Álvarez. Während seiner Amtszeit kam es am 10. Juni 1971 zur blutigen Niederschlagung von Studentenunruhen (Matanza del Jueves de Corpus). Die auch gegen ihn erhobenen Ermittlungen wurden 2005 endgültig aufgrund von Verjährung eingestellt. 1976 wurde er als einer der möglichen Kandidaten für die Nachfolge von Präsident Echeverria genannt, unterlag in der Nominierung jedoch dem bisherigen Finanzminister José López Portillo.
Nach seinem Ausscheiden aus der Politik war er zunächst zwischen 1977 und 1979 Generaldirektor der Verlagsgesellschaft Organización Editorial Mexicana und im Anschluss daran bis 1982 des Nationalfonds zur Tourismusförderung (Fondo Nacional de Fomento al Turismo (FONATUR)).
Später war er von 1988 bis 1989 Botschafter bei den Vereinten Nationen (UN) sowie von 1990 bis 1993 in Kuba. Von 1994 bis 2001 war er Botschafter in Italien sowie darüber hinaus zeitweise Sondergesandter in Zentralamerika sowie der Karibik für Fragen der regionalen Kooperation.

## Veröffentlichungen
- La reforma electoral, 1964
- Madre Africa: Presencia del Africa Negra en el Mexico y Veracruz Antiguos, ISBN 970-701-701-5
- El Penacho de Moctezuma
- Temas constitucionales, 1988
- Democracia y participación política, 1982
- El México de Egerton (1831-1842), 1990, ISBN 978-968-84224-0-3
- ¡Mexicanos al grito de guerra!, 1992
- Los ojos del tiempo, 1993
- El Zorro Enjaulado, 1996, ISBN 968-84262-1-0
- El regimen municipal (PDF-Datei; 934 kB)